# Dectochilus brunnea
Dectochilus brunnea là một loài bướm đêm trong họ Geometridae.